# NGC 4783
NGC 4783 é uma galáxia elíptica (E0/P) localizada na direcção da constelação de Corvus. Possui uma declinação de -12° 33' 29" e uma ascensão recta de 12 horas, 54 minutos e 36,4 segundos.
A galáxia NGC 4783 foi descoberta em 27 de Março de 1786 por William Herschel.